# Montbray
 Montbray  es una población y comuna francesa, en la región de Baja Normandía, departamento de Mancha, en el distrito de Saint-Lô y cantón de Percy.

## Demografía
| 728 | 666 | 621 | 486 | 408 | 407 |
| Para los censos de 1962 a 1999 la población legal corresponde a la población sin duplicidades (Fuente: INSEE [Consultar]) |     |     |     |     |     |